# Ceren (Vorname)
Ceren ist ein weiblicher Vorname.

## Herkunft und Bedeutung
Ceren ist ein türkischer weiblicher Vorname mongolischer Herkunft mit der Bedeutung „junge Gazelle“.

## Namensträgerinnen
- Ceren Dal (* 1973), deutsche Schauspielerin türkischer Abstammung
- Ceren Hindistan (* 1989), türkische Schauspielerin
- Ceren Karakoç (* 1984), türkische Schauspielerin
- Ceren Koç (* 1993), türkische Schauspielerin
- Ceren Moray (* 1985), türkische Schauspielerin
- Ceren Taşçı (* 1989), türkische Schauspielerin